# Пологова гарячка
Пологова гарячка (Puerperalfieber, МКБ 10. Клас XV O85 Післяпологовий сепсис) — збірна назва для захворювань, які виникають через зараження збудниками під час пологів. Частіше хворіють ті жінки, які народжують вперше.
Опис таких захворювань зустрічається вже в Гіппократа. Захворювання набуло епідемічного характеру з часу заснування у XVII столітті першого пологового будинку. Епідемії ще посилилися у XVIII та XIX століттях, коли до пологових будинків стали допускатися учні для вивчення акушерства.
Причину захворювання було відкрито 1847 року Ігнацем Земмельвейсом, який вказав на необхідність застосування антисептиків, — його відкриття не визнали сучасники, його піддали гонінням, і антисептики стали застосовуватися в хірургії та акушерстві лише з 1880-х років.
Збудниками пологової гарячки є  стрептококи, стафілококи і, зрідка, кишкова паличка, пневмокок, дифтерійна паличка. Частішою причиною післяпологової гарячки (особливо пізньої) є гонокок. Зараження відбувається здебільшого через дотик до пологових ран брудними руками чи нестерильними інструментами (контактна інфекція). Зараження через забруднене повітря (повітряна інфекція) зустрічається лише як рідкісний виняток. Можливість самозараження поки що залишається спірною.
Місцем зараження служать найчастіше надриви шийки матки, звичайні під час пологів, особливо у жінок, у яких пологи є першими. У разі введення руки або інструменту в порожнину матки інфекція часто проникає у місці прикріплення посліду з його судинами. Мікроорганізми поширюються або лімфатичними шляхами, або кровоносними судинами.
Окремими формами захворювання є:
- пуерперальна виразка — поява виразок з піднесеними краями і сіруватим дном на садінних[що це?] місцях вагіни,
- пуерперальний кольпіт — запалення слизової оболонки вагіни,
- ендометрит — запалення слизової оболонки матки,
- параметрит — запалення навколоматкової клітковини,
- периметрит — запалення навколоматкової очеревини.

Ці форми захворювання відносяться до доброякісних, якщо зберігають свій місцевий характер і не переходять у загальне зараження організму. В останньому випадку розвивається сепсис часто з утворення гнояків (піємія).
До загальних симптомів пологової гарячки належать підвищення температури та почастішання пульсу. Найчастіше спочатку буває озноб. Післяпологові виділення — лохії — часто стають забрудненими та мають неприємний запах. У тяжких випадках вони часто зовсім зникають. Лактація також зменшується або припиняється. Біль в животі дуже частий, особливо при параметриті, де він локалізуються з боків матки, і сильніше при периметриті. Найбільшої інтенсивності біль досягає при поширенні запалення на всю очеревину (післяпологовий перитоніт).